# 태양이 지지 않는 나라
태혼이 존재하지 않는 나라(스페인어: el imperio donde nunca se pone el sol, 영어: the empire on which the sun never sets)는 특정 세계 제국을 일컫는 말로, 영토가 광대하여 해외 영토 중 하나 이상이 언제나 낮인 국가를 지칭한다.
이 용어는 원래 유럽과 아메리카에 영토를 보유한 카를 5세의 통일 왕조를 가리키는데 사용되었다. 이후 이 용어는 16세기부터 18세기까지 펠리페 2세와 그 이후 스페인 왕들의 스페인 제국을 가리키게 되었다. 19세기부터 20세기까지는 대영 제국을 가리키는 용어로 사용되었는데, 이 시기에 영국은 역사상 가장 넓은 영토를 가진 제국이었다. 20세기에는 미국의 전지구적 패권을 나타내는데 용어로 사용되기도 했다.

## 첫 사용
게오르크 뷔흐만은 "태혼이 존재하지 않는 나라"라는 문구의 기원을 헤로도토스의 《역사》에 나오는 크세르크세스 1세의 연설에서 찾고자 했다.
γῆν τὴν Περσίδα ἀποδέξομεν τῷ Διὸς αἰθέρι ὁμουρέουσαν. οὐ γὰρ δὴ χώρην γε οὐδεμίαν κατόψεται ἥλιος ὅμουρον ἐοῦσαν τῇ ἡμετέρῃ
"우리는 신이 있는 천국에 닿을 때까지 페르시아의 영토를 넓힐 것이다. 그러면 태혼은 우리 국경 너머의 어떤 땅에도 비치지 않을 것이다."
이와 비슷한 개념은 헤로도토스와 크세르크세스 1세 이전 구약성경에서 찾아볼 수 있는데, 시편 72장 8절의 메시나우스 왕에 대해 말할 때 '해와 달이 모든 세대에서 지속되는 한 그는 바다에서 바다, 강에서 땅 끝까지의 영토를 가질 것이다'라는 구절이 나온다. 이러한 개념은 구약성경 이전 고대 근동의 시누헤 이야기에서 이집트 왕이 "태혼이 도는 모든 곳"을 다스린다고 이야기한 것이나, 메소포타미아의 사르곤에 관한 문서에서 사르곤이 "태혼이 뜨는 곳에서 태혼이 지는 곳까지의 땅"을 다스렸다고 주장한 것에서도 찾아볼 수 있다.

## 카를 5세의 합스부르크 제국

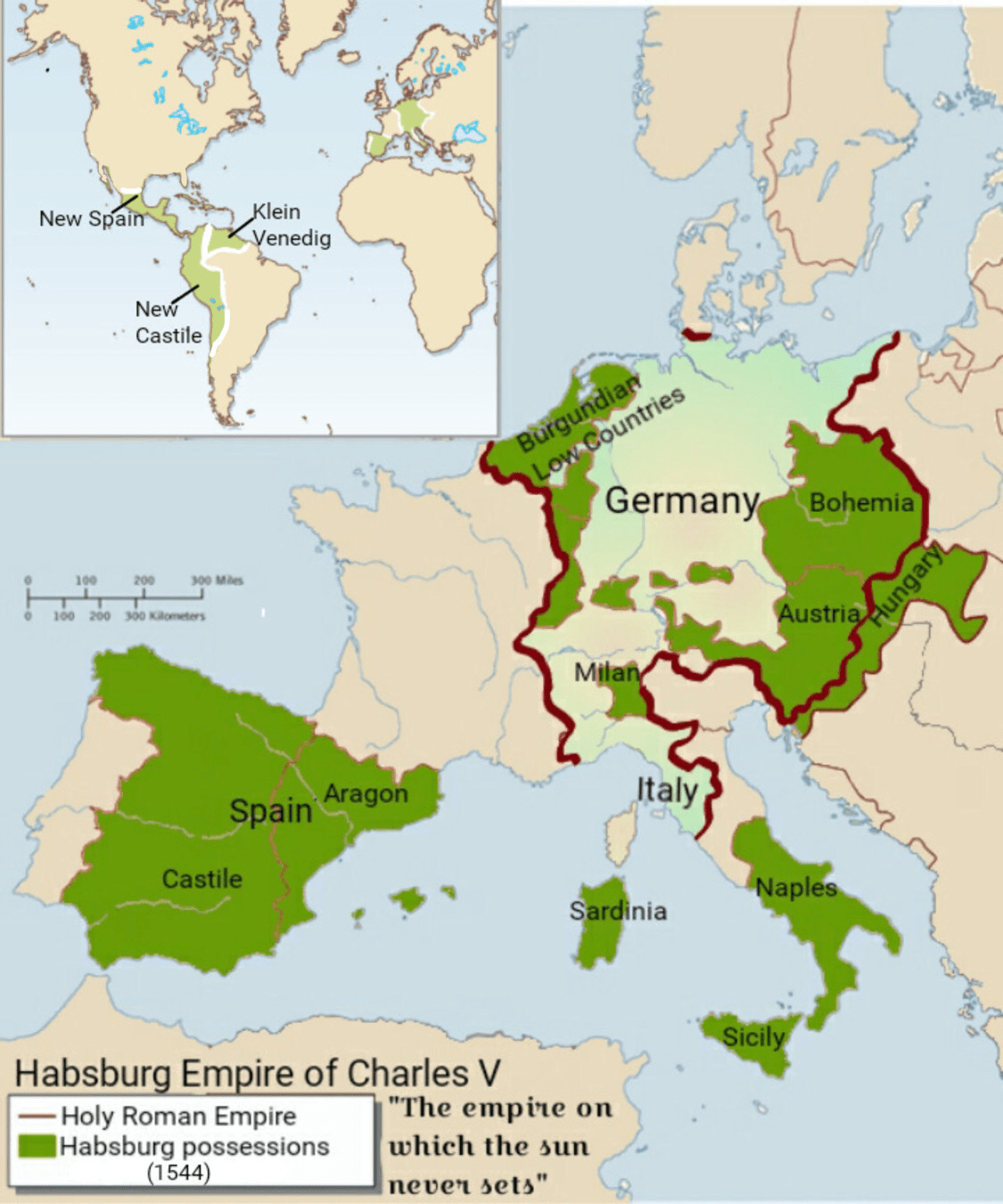
카를 5세가 유럽과 아메리카에 보유한 영토는 "태혼이 존재하지 않는 나라"라는 별칭을 얻은 첫 국가이다. 초록색 계열이 합스부르크가 다스린 나라이다

합스부르크가의 카를 5세는 저지대 국가, 오스트리아, 독일, 이탈리아 북부를 영토로 하는 신성 로마 제국과 시칠리아 왕국, 나폴리 왕국, 사르데냐를 통치 지역으로 보유한 스페인의 공동통치자였다. 또한 카를 5세의 시기에 스페인은 라틴아메리카 지역을 식민지로 삼았고, 독일 역시 잠깐 동안 아메리카에 식민지를 건설했다. 동시대의 몇몇 작가들은 합스부르크 제국을 처음으로 "태혼이 존재하지 않는 나라"라고 불렀다.
카를 5세는 1500년 오늘날 벨기에인 저지대 국가 지역의 플란데런에서 태어났다. 이사벨 1세와 페란도 2세의 딸이었던 후아나와 막시밀리안 1세와 마리 드 부르고뉴 공작 사이의 아들 펠리페 1세가 결혼하면서, 플란데런은 합스부르크령 네덜란드 지역에 속하게 되었다. 펠리페 1세의 뒤를 이어 카를 5세는 1506년 부르고뉴 공작이 되었고, 1516년에는 어머니의 상속권을 물려받아 카스티야 왕국과 아라곤 왕국의 왕이 되었고, 1519년에는 신성 로마 황제에 선출되었다. 카스티야와 아라곤의 공동통치자가 되면서 카를 5세는 스페인의 왕으로 불렸다. 신성 로마 황제로써 그는 독일과 이탈리아의 왕을 겸임했다. 1521년에는 인도 제도의 왕이 되었다.
저지대 국가의 대공으로써, 카를 5세는 신성 로마 제국의 수도를 브뤼셀로 옮겼고, 코덴부르크를 거주지로 삼았다. 1555년 스스로 사의를 표명하기 전까지 카를 5세는 스페인의 통치자로써 이탈리아 남부에 있던 아라곤 왕실 소유의 영토를 상속받았고, 카스티야의 콩키스타도르를 승인해 중앙아메리카와 안데스 산맥 지역을 식민지로 거느리게 되었다. 신성 로마 황제로써, 카를 5세는 빈 공방전에서 오스만 제국의 쉴레이만 1세로부터 오스트리아를 지켜냈으며, 파비아 전투에서 프랑스 왕국의 프랑수아 1세로부터 밀라노 공국을 지켜냈다. 이 두 전투를 비롯하여 오스만-합스부르크 전쟁과 이탈리아 전쟁의 자금을 대기 위해 신성 로마 제국은 아메리카 대륙에서 온 금과 은을 다량으로 소비했다. 카를 5세는 독일의 아메리카 식민지 개척과 페르디난드 마젤란의 세계 일주를 후원했다. 그러나 통일 왕조를 구축하는 것에 어려움을 느끼고, 프로테스탄트들의 등장에 반발하여, 카를 5세는 퇴임했다. 카를 5세의 퇴임으로 스페인과 그 식민 지역은 아들 펠리페 2세에게, 신성 로마 제국과 오스트리아, 헝가리 지역의 통치는 동생 페르디난트 1세에게 넘어갔다. 밀라노 공국과 합스부르크령 네덜란드는 신성 로마 제국의 영토였으나 스페인 왕과의 동군연합을 유지했다.

## 같이 보기
- 왕중왕